# Mara Rejane Ritter
Mara Rejane Ritter (1984) es una bióloga, botánica, etnobotánica, curadora, y profesora brasileña, que desarrolla, desde 2005, actividades académicas y científicas en el Centro de Ciencias Biológicas, Universidad Federal de Río Grande del Sur.

## Biografía
En 1984, obtuvo la licenciatura en Ciencias Biológicas por la Universidad Federal de Río Grande del Sur, en 1990, un título de maestría en botánica, defendiendo la tesis O gênero Mikania Willd. (Asteraceae) secções Globosae e Thyrsigerae no Rio Grande do Sul; por la misma casa de altos estudios; y en 2002, el doctorado en ciencias (botánica) por la misma casa, siendo becaria del Consejo Nacional de Desenvolvimiento Científico y Tecnológico, CNPq, Brasil. Y un posdoctorado en etnobotánica por la Universidad Federal Rural de Pernambuco.
Es supervisora de maestrías y doctorados y curadora del herbario del CIE. Tiene experiencia en botánica, con énfasis en Taxonomía de plantas vasculares y etnobotánica, que actúa sobre los siguientes temas: Asteraceae, Mikania, Etnobotánica.

## Algunas publicaciones
- RITTER, M. R. ; SILVA, T. C. ; ARAUJO, E. L. ; ALBUQUERQUE, U. P. 2015. A bibliometric view of ethnobotanical research in Brazil (1988-2013). Acta Botanica Brasilica 29: 113-119

- PASINI, E. ; KATINAS, L. ; RITTER, M. R. 2014. O gênero Chaptalia (Asteraceae, Mutisieae) no Rio Grande do Sul, Brasil. Rodriguésia (online) 65: 141-158

- CARNEIRO, C. R. ; SCHNEIDER, A. A. ; RITTER, M. R. 2014. Porophyllum spathulatum (Asteraceae: Tageteae) a new species from the southern Brazilian coast. Phytotaxa: a rapid international journal for accelerating the publication of botanical taxonomy 173: 157-162

- STOLZ, E. ; MULLER, L. G. ; TROJAN-RODRIGUES, M. ; DIENSTMANN, E. R. B. ; RITTER, M. R. ; RATES, S. M. K. 2014. Survey of plants popularly used for pain relief in Rio Grande do Sul, southern Brazil. Brazilian Journal of Pharmacognosy 24: 185-196

- RITTER, V. M. ; KUBO, R. ; RITTER, M. R. 2014. ESTUDO ETNOBOTÂNICO DE QUINTAIS NO BAIRRO QUILOMBO, ZONA RURAL DO MUNICÍPIO DE TRÊS COROAS, RIO GRANDE DO SUL, BRASIL. Pesquisas. Botânica 65: 373

- MENEZES, L. S. ; LEITE, S. L. C. ; RITTER, M. R. 2013. FLORÍSTICA DE UM FRAGMENTO DE RESTINGA EM IMBÉ, RIO GRANDE DO SUL, BRASIL. Pesquisas. Botânica 64: 141-155

- BAPTISTA, M. M. ; RAMOS, M. A. ; ALBUQUERQUE, U. P. ; COELHO-SOUZA, G. P. ; RITTER, M. R. 2013. Traditional botanical knowledge of artisanal fishers in southern Brazil. Journal of Ethnobiology and Ethnomedicine 9: 54, 2013

- TROJAN-RODRIGUES, M. ; ALVES, T.L.S. ; SOARES, G. L. G. ; RITTER, M. R. 2012. Plants used as antidiabetics in popular medicine in Rio Grande do Sul, southern Brazil. Journal of Ethnopharmacology 139: 155-163

- PASINI, E. ; RITTER, M.R. 2012. Trichocline cisplatina (Asteraceae, Mutisieae), a new species from southern Brazil and Uruguay. Phytotaxa 42: 19-25

- PASINI, E. ; RITTER, M. R. 2012. New record of Chaptalia ignota Burkart (Asteraceae) for the Brazilian flora. Phytotaxa 65: 1-6

- PASINI, E. ; RITTER, M.R. 2012. O gênero Trichocline Cass. (Asteraceae, Mutisieae) no Rio Grande do Sul, Brasil. Revista Brasileira de Biociências (online) 10: 490-506

- MAGENTA, M. A. G. ; SEMIR, J. ; HEIDEN, G. ; TELES, A. M. ; SOUZA BURITI, F. O. ; NAKAJIMA, J.N. ; PIRANI, J. R. ; MONGE, M. ; RITTER, M. R. ; ROQUE, N. ; ESTEVES, R. ; ESTEVES, V. G. L. ; BORGES, R. ; BIANCHINI, R. S. 2011. Checklist of Spermatophyta of the São Paulo State, Brazil: Asteraceae. Biota Neotropica (edición en portugués, impreso) 11 (1a): 212-228

- AITA, A. M. ; MATSUURA, H. N. ; MACHADO, C. A. ; RITTER, M. R. 2009. Espécies medicinais comercializadas como "quebra-pedras" em Porto Alegre, Rio Grande do Sul, Brasil. Revista Brasileira de Farmacognosia 19: 471-477

- LOPES, R.K. ; RITTER, M. R. ; RATES, S. M. K. 2009. Revisão das atividades biológicas e toxicidade das plantas ornamentais mais utilizadas no Rio Grande do Sul, Brasil. Revista Brasileira de Biociências (impreso) 7: 305-315

- FERNANDES, A. C. ; RITTER, M. R. 2009. A família Asteraceae no Morro Santana, Porto Alegre, Rio Grande do Sul, Brasil. Revista Brasileira de Biociências (impreso) 7: 395-439

- BERETTA, M. E. ; FERNANDES, A. C. ; SCHNEIDER, A. ; RITTER, M. R. 2008. A família Asteraceae no Parque Estadual de Itapuã, Viamão, Rio Grande do Sul, Brasil. Revista Brasileira de Biociências 6: 189-216

- DICKEL, M. L. ; RATES, S. M. K. ; RITTER, M. R. 2007. Plants popularly used for loosing weight purposes in Porto Alegre, South Brazil. Journal of Ethnopharmacology 109: 60-71

- SILVA, R. E. ; MACHADO, R. ; RITTER, M. R. 2007. Espécies de "macela" utilizadas como medicinais no Rio Grande do Sul. Pesquisas. Botânica 58: 395-405

- RITTER, M. R. ; MIOTTO, S. T. S. 2006. Micromorfologia da superfície do fruto de espécies de Mikania Willd. (Asteraceae) ocorrentes no Rio Grande do Sul, Brasil. Acta Botanica Brasilica, São Paulo 20: 241-247

- SOUZA, D. Z. ; MICHELIN, K. ; HOLLER, M. G. ; SOARES, G. L. G. ; RITTER, M. R. ; BIANCHI, N. R. 2006. Roteiro ilustrado para identificação morfológica da Cannabis sativa L. Perícia Federal 24: 16-22

- RITTER, M. R. ; BAPTISTA, L. R. M. 2005. Levantamento florístico da família Asteraceae na Casa de Pedra, Bagé, Rio Grande do Sul, Brasil. Iheringia. Série Botânica, Porto Alegre 60 (1): 5-10

### Libros
- ARAÚJO MARIATH, J. E. ; RITTER, M. R. 2006. Exposição Homem Natureza: Cultura, Biodiversidade e Sustentabilidade, UFRGS. Museu da Universidade Federal do Rio Grande do Sul, UFRGS, 79 pp.

- RITTER, M. R. ; MATZENBACHER, N. I. ; BAPTISTA, L. R. M. ; SCHULTZ, A. R. 1992. Flora ilustrada do Rio Grande do Sul: Asteraceae, Part 21. Boletim 50 do Instituto de Biociências, 90 pp.

#### Capítulos
- DICKEL, M. L. ; RITTER, M. R. ; BARROS, I. 2011. Achyrocline satureioides - Macela. In: Lídio Coradin, Alexandre Siminski; Ademir Reis (orgs.) Espécies nativas da flora brasileira de valor econômico atual ou potencial: plantas para o futuro - Região Sul. Brasilia: MMA, p. 541-544

In Lídio Coradin, Alexandre Siminski; Ademir Reis (orgs.) Espécies nativas da flora brasileira de valor econômico atual ou ;potencialplantas para o futuro - Região Sul. Brasilia: MMA
DICKEL, M. L. ; RITTER, M. R. ; BARROS, I. ; MAZZA, M. C. M. 2011. Casearia sylvestris - Chá-de-bugre, p. 578-581.
VIEIRA, N. K. ; BOURSCHEID, K. ; DICKEL, M. L. ; RITTER, M. R. ; BARROS, I. 2011. Eugenia uniflora -Pitangueira, p. 619-628
DICKEL, M. L. ; RITTER, M. R. ; BARROS, I. 2011. Ilex paraguariensis - Erva-mate, p. 632-635
DICKEL, M. L. ; RITTER, M. R. ; BARROS, I. 2011. Mikania glomerata - Guaco, p. 649-651
DICKEL, M. L. ; RITTER, M. R. ; BARROS, I. 2011. Mikania laevigata - Guaco-cheiroso, p. 652-655
DICKEL, M. L. ; RITTER, M. R. ; BARROS, I. 2011. Sambucus australis - Sabugueiro, p. 684-686
BERETTA, M. E. ; RITTER, M. R. ; BRACK, P. 2011. Ananas bracteatus - Ananás-ornamental, p. 735-736
BERETTA, M. E. ; RITTER, M. R. ; BRACK, P. 2011. Pyrostegia venusta - Cipó-de-são-joão, p. 791-793
- RITTER, M. R. ; LIRO, R.M. ; ROQUE, N. ; Nakajima, J.N. 2010. Mikania. Flora do Brasil. Río de Janeiro, p. 721-727

### En Congresos
- COELHO DE SOUZA, G. P. ; CASAGRANDE, A. ; RITTER, M.R. ; MELLO, R. ; KUBO, R. ; DAL SOGLIO, F. 2011. Projeto Agroflorestas no Rio Grande do Sul: uma análise do contexto socioambiental e de implantação. In: Resúmenes VIII Congresso Brasleiro de Sistemas Agroflorestais, Belém

- DIENSTMANN, E. R. B. ; RODRIGUES, M. T. ; RATES, S. M. K. ; RITTER, M. R. 2010. ESPÉCIES DA FAMÍLIA ASTERACEAE UTILIZADAS COMO MEDICINAIS NO RIO GRANDE DO SUL, BRASIL. In: Resúmenes 61.º Congresso Nacional de Botânica, Manaus

- RODRIGUES, M. T. ; FERNANDES, A. C. ; RITTER, M. R. 2009. Uso das Asteraceae na medicina popular. In: Resúmenes 60.º Congresso Nacional de Botânica, Feira de Santana

## Honores

### Membresías
- Sociedad Botánica de Brasil[4]

de Cuerpo editorial
- 2006 - actual. Periódico: Iheringia. Série botânica (0073-4705)

### Revisora de periódico
- 2003 - actual. Periódico: Iheringia. Série Botânica
- 2006 - actual. Periódico: Revista Brasileira de Farmacognosia
- 2003. Periódico: Novon (Saint Louis)
- 1999. Periódico: Pesquisa Agropecuária Gaúcha
- 2005 - actual. Periódico: Pesquisas. Botânica
- 2007 - actual. Periódico: Brazilian Journal of Microbiology (1517-8382)
- 2007 - actual. Periódico: Check List (UNESP)
- 2008 - actual. Periódico: Boletim de Botânica (USP)
- 2008 - actual. Periódico: Acta Botanica Brasilica
- 2008 - actual. Periódico: Revista Brasileira de Biociências
- 2009 - actual. Periódico: Rodriguesia
- 2009 - actual. Periódico: Ciência e Natura
- 2011 - actual. Periódico: Revista Brasileira de Plantas Medicinais (impreso)
- 2012 - actual. Periódico: Biotemas (UFSC)
- 2014 - actual. Periódico: Hoehnea (São Paulo)

### Revisora de proyecto de fomento
- 2014 - actual. Proyecto: coordinación de Pperfeccionamiento de Personal de Nivel Superior